# Hadano, Kanagawa
Hadano (秦野市 Hadano-shi) là một thành phố thuộc tỉnh Kanagawa, Nhật Bản.